# Yarinaoshi Reijō wa Ryūtei Heika o Kōryaku-chū
Yarinaoshi Reijō wa Ryūtei Heika o Kōryaku-chū (やり直し令嬢は竜帝陛下を攻略中?), también conocida como The Do-Over Damsel Conquers the Dragon Emperor en inglés, es una serie de novelas ligeras japonesas escritas por Sarasa Nagase e ilustradas por Mitsuya Fuji. Esta novela comenzó a serializarse en línea en noviembre de 2019 en el sitio web de publicación de novelas generadas por usuarios Shōsetsuka ni Narō. Posteriormente fue adquirido por Kadokawa Shoten, que ha publicado seis volúmenes desde marzo de 2020 bajo su sello Kadokawa Beans Bunko. 
Una adaptación de manga con arte de Anko Yuzu se ha serializado en la revista de manga seinen Comp Ace de Kadokawa Shoten desde julio de 2020. Se ha recopilado en seis volúmenes de tankōbon. Una adaptación de la serie de televisión de anime producida por J.C.Staff se emitió de octubre a diciembre de 2024.

## Argumento
Jill es condenada a muerte por el príncipe heredero, su prometido. Pero justo antes de morir, es enviada seis años atrás en el tiempo, a la fiesta en la que se había decidido su compromiso. Para evitar este camino de ruina, Jill se declara inmediatamente a la persona que está detrás de ella… ¡pero es el hombre que fue su mayor enemigo, el emperador Hadis! Jill lo sabe todo sobre su futuro descenso al mal. Rápidamente se retracta, pero Hadis, encantado, la lleva a su castillo y la invita a comer. Completamente conquistada por la comida, Jill toma una decisión que cambiará su vida… «Voy a reformarme… no, ¡voy a hacerte feliz!». ¡Es hora de rehacer esta vida con el enemigo!

## Personajes
Jill Cervel (ジル・サーヴェル Jiru Sāveru?)
 Seiyū: Azumi Waki (audio drama), Shu Uchida (anime)
Hija de una familia noble menor de la Frontera Nacional entre el Reino de Kratos y el Imperio de Rave que solo posee reservas mágicas. Tiene un poder mágico tan fuerte que se la teme como hija del dios de la guerra. En la línea original del tiempo, Jill estuvo comprometida con el príncipe Gerard de Kratos pero cuando accidentalmente descubre la relación incestuosa entre su prometido y su hermana menor, el príncipe rompe su compromiso, acusándola de falsos crímenes y la mata cuando intentó escapar. Sin embargo, regresa en el tiempo cuando tenía diez años. Para evitar repetir el mismo error, Jill se compromete con Hadis Teos Rave.
Hadis Teos Rave (ハディス・テオス・ラーヴェ Hadisu Teosu Rāve?)
 Seiyū: Takuya Satō (audio drama), Kikunosuke Toya (anime)
Rave (ラーヴェ Rāvue?)
 Seiyū: Shiori Izawa
Camila (カミラ Kamira?)
 Seiyū: Mari Hino
Zeke (ジーク Jīku?)
 Seiyū: Tatsumaru Tachibana
Gerard (ジェラルド Jerarudo?)
 Seiyū: Shun'ichi Toki
Sphere (スフィア Sufia?)
 Seiyū: Yuka Nukui
Faris (フェイリス Feirisu?)
 Seiyū: Ayumi Mano
Elincia (エリンツィア Erintsuia?)
 Seiyū: Kaori Nazuka
Listeard (リステアード Risuteādo?)
 Seiyū: Makoto Furukawa

## Contenido de la obra

### Novela ligera
La novela fue escrita por Sarasa Nagase, Yarinaoshi Reijō wa Ryūtei Heika o Kōryaku-chū originalmente comenzó a publicarse en el sitio web Shōsetsuka ni Narō el 2 de noviembre de 2019. Posteriormente fue adquirida por Kadokawa Shoten, quien comenzó a publicar la serie con ilustraciones de Mitsuya Fuji el 1 de marzo de 2020, bajo su sello Kadokawa Beans Bunko. Hasta abril de 2023, se han publicado seis volúmenes.
En diciembre de 2022, Cross Infinite World anunció que había obtenido la licencia de las novelas para su lanzamiento en inglés.
| Volúmenes de novelas ligeras publicadas | Volúmenes de novelas ligeras publicadas | Volúmenes de novelas ligeras publicadas |
| Número                                  | Fecha de lanzamiento                    | ISBN                                    |
| --------------------------------------- | --------------------------------------- | --------------------------------------- |
| 1                                       | 1 de marzo de 2020                      | ISBN 978-4-04-108963-7                  |
| 2                                       | 1 de octubre de 2020                    | ISBN 978-4-04-109848-6                  |
| 3                                       | 27 de febrero de 2021                   | ISBN 979-8-88-560041-5                  |
| 4                                       | 1 de abril de 2022                      | ISBN 978-4-04-112323-2                  |
| 5                                       | 30 de septiembre de 2022                | ISBN 978-4-04-112996-8                  |
| 6                                       | 28 de abril de 2023                     | ISBN 978-4-04-113651-5                  |
| SS                                      | 1 de febrero de 2024                    | ISBN 978-4-04-114576-0                  |

### Manga
Una adaptación a manga ilustrada por Anko Yuzu comenzó a serializarse en la revista Comp Ace de Kadokawa Shoten el 27 de julio de 2020. En enero de 2024, se publicaron seis volúmenes de tankōbon. En febrero de 2023, Yen Press obtuvo la licencia del manga en inglés.

### Anime
Se anunció una adaptación al anime el 28 de abril de 2023. Más tarde se reveló que era una serie de televisión. La serie está producida por J.C.Staff y dirigida por Kentarō Suzuki, con Atsuo Ishino supervisando los guiones de la serie y Sana Komatsu diseñando los personajes. Se estrenó el 9 de octubre de 2024 en AT-X y otros canales. El tema de apertura es "Awaku Kasuka" interpretado por sajou no hana, mientras que el tema de cierre es "Gradation" interpretado por HaNaTan. Crunchyroll obtuvo la licencia de la serie fuera de Asia.